# خرمال أليف الكالسيوم
خرمال أليف الكالسيوم (الاسم العلمي: Diospyros calcicola) هو نوع من النباتات يتبع جنس الخرمال من الفصيلة الأبنوسية.